# WR LM94

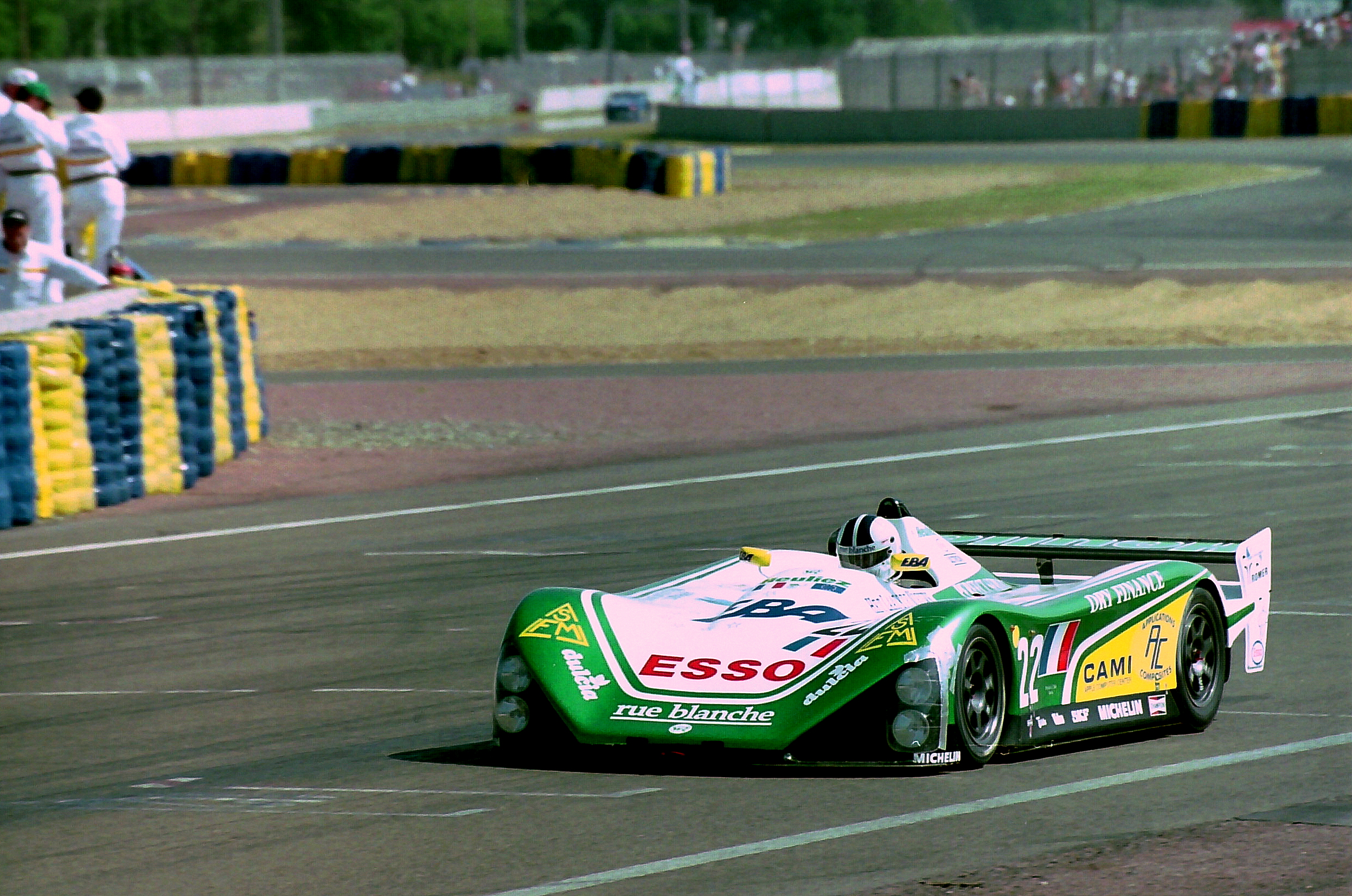
Der WR LM94 von Hervé Regout, Jean-François Yvon und Jean-Paul Libert beim 24-Stunden-Rennen von Le Mans 1994

Der WR LM94 war ein Sportwagen-Prototyp, der 1994 und 1995 von Welter Racing beim 24-Stunden-Rennen von Le Mans eingesetzt wurde.

## Entwicklungsgeschichte
Der WR LM94 war der Nachfolger des WR LM93. Wie sein Vorgängermodell wurde der LM94 nach dem LMP2-Reglement der Le-Mans-Prototypen entwickelt und gebaut. Der Wagen hatte eine Spyder-Karosserie und als Antrieb den 2-Liter-V6-Turbomotor von Peugeot. Die Verbindung zwischen Welter Racing und dem französischen Automobilhersteller bestand bereits seit den 1970er-Jahren. Teamchef Gérard Welter hatte als Peugeot-Designer beste Beziehungen zum Unternehmensvorstand. Der Wagen war für einen LMP-Prototyp extrem flach. Der Heckflügel wurde über die gesamte Fahrzeugbreite gezogen und sehr tief montiert.

## Renneinsätze
Beim 24-Stunden-Rennen von Le Mans 1994 wurde ein LM94 parallel zum LM93 eingesetzt. Gefahren wurde der Wagen von Hervé Regout, Jean-François Yvon und Jean-Paul Libert. Im Qualifikationstraining erreichte das Trio die zehntschnellste Zeit und war dabei um knapp 8 Sekunden langsamer als Alain Ferté, der seinen Courage C32 auf die Pole-Position stellte. Im Rennen hatte das Team von Beginn an Probleme mit dem Turbolader, was nach 86 gefahrenen Runden zum Ausfall durch Motorschaden führte.
1995 waren die Gruppe-C-Fahrzeuge in Le Mans endgültig Geschichte. In einem Starterfeld das fast ausschließlich aus GT-Wagen bestand, waren die LM94 die schnellsten Fahrzeuge. Welter war bekannt für den Bau von schnellen Fahrzeugen mit wenig Abtrieb für die schnellen Passagen des Circuit des 24 Heures. Allerdings waren diese Wagen immer filigran und defektanfällig; Zielankünfte beim 24-Stunden-Rennen waren die Ausnahme. 1995 standen beide LM94 in der ersten Startreihe. William David, der sich den Wagen mit der Nummer 9 mit Bernard Bouvet und Richard Balandras teilte, erzielte mit einer Zeit 3.46.050 Minuten die schnellste Rundenzeit. Den Wagen mit der Nummer 8 pilotierten Patrick Gonin, Pierre Petit und Marc Rostan. Vom Start weg übernahm Patrick Gonin die Führung und behielt diese bis zum ersten Tankstopp nach 10 Runden. Eine halbe Runde gab es kurz nach der Startfreigabe sogar eine Doppelführung für Welter, dann wurde William David von Bob Wollek im Courage C36 an die dritte Stelle verdrängt. Beide Wagen wurden schon früh im Rennen vom selben technischen Problem befallen und fielen in der Gesamtwertung zurück. Pierre Petit, der die Nummer 8 von Gonin übernommen hatte, musste nach 1½ Stunden an die Box, um die Kraftübertragung wechseln zu lassen. Obwohl die Welter-Boxenmannschaft dabei sehr schnell agierte, verlor der Wagen drei Runden. Die Fahrt des Prototyps endete nach einem schweren Unfall bei Einbruch der Dunkelheit. Bei einsetzendem Regen bekam er an der schnellen Stelle vor der Mulsanne Unterluft, überschlug sich einmal und schlug auf allen vier Rändern hart am rechten Streckenrand auf. Der Unfall war dem von Peter Dumbreck 1999 sehr ähnlich, ist aber bei weitem nicht so bekannt, was vor allem daran liegt, dass es davon keine Fernsehbilder gibt. Patrick Gonin, der den Wagen steuerte, erlitt beim Unfall schwere Prellungen und mehrere Rippenbrüche. Er musste eine Nacht im Krankenhaus verbringen.
Der Wagen von David/Bouvet/Balandras, der schon nach drei Runden zum ersten Mal an die Box kam, um das Windschild mit Klebeband befestigen zu lassen, hatte nach einer Stunde Fahrzeit ebenfalls ein Problem mit der Kraftübertragung. Danach lief der Wagen klaglos bis 8 Uhr in der Früh, dann streikte die Benzinpumpe und die Mannschaft musste aufgeben.
1996 wurden die beiden Chassis an Privatteams verkauft. Erreichte man 1995 mit den Boliden noch die Pole-Position gab es 1996 keine Möglichkeit mehr die Fahrzeuge ohne Weiterentwicklung für das 24-Stunden-Rennen zu qualifizieren.